# ギヨーム・ヴァン・ストリドンク
ギヨーム・ヴァン・ストリドンク（Guillaume Van Strydonck、1861年12月10日 - 1937年7月2日）はベルギーの画家である。写実主義や印象派のスタイルの作品を描いた。

## 略歴
ノルウェーの製材産業が盛んな町であるナムソスで働くベルギー人の息子に生まれ、子供のうちにベルギーに帰国した。12歳で肖像画家のEdouard Agneessensから絵のレッスンを受け、1876年から1884年の間はブリュッセル王立美術アカデミーで、人物画やオリエンタリズムの画家、ジャン＝フランソワ・ポルテールに学んだ。美術アカデミーではベルギーの近代絵画の代表的画家となるジェームズ・アンソールや彫刻家のギヨーム・シャルリエとともに学んだ。その後、パリに移りパリ国立高等美術学校でジャン＝レオン・ジェロームに学んだ。
1883年にアンソール、シャルリエらと前衛的な美術家集団、「20人展」の創立メンバーとなった。1884年に35歳以下の芸術家に奨学資金の与えられるゴデシャルル賞(Prix Godecharle)を受賞した。1886年にはアメリカのフロリダへ旅し、ベルギーのメヘレンやブランケンベルヘの風景を描いた。1891年から1896年はインドに滞在した。
1890年から1931年の間、ブリュッセル王立美術アカデミーで教えた。

## 作品

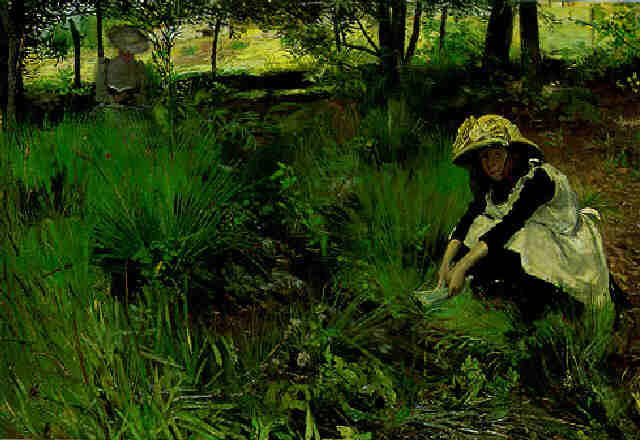
川辺 (1898)
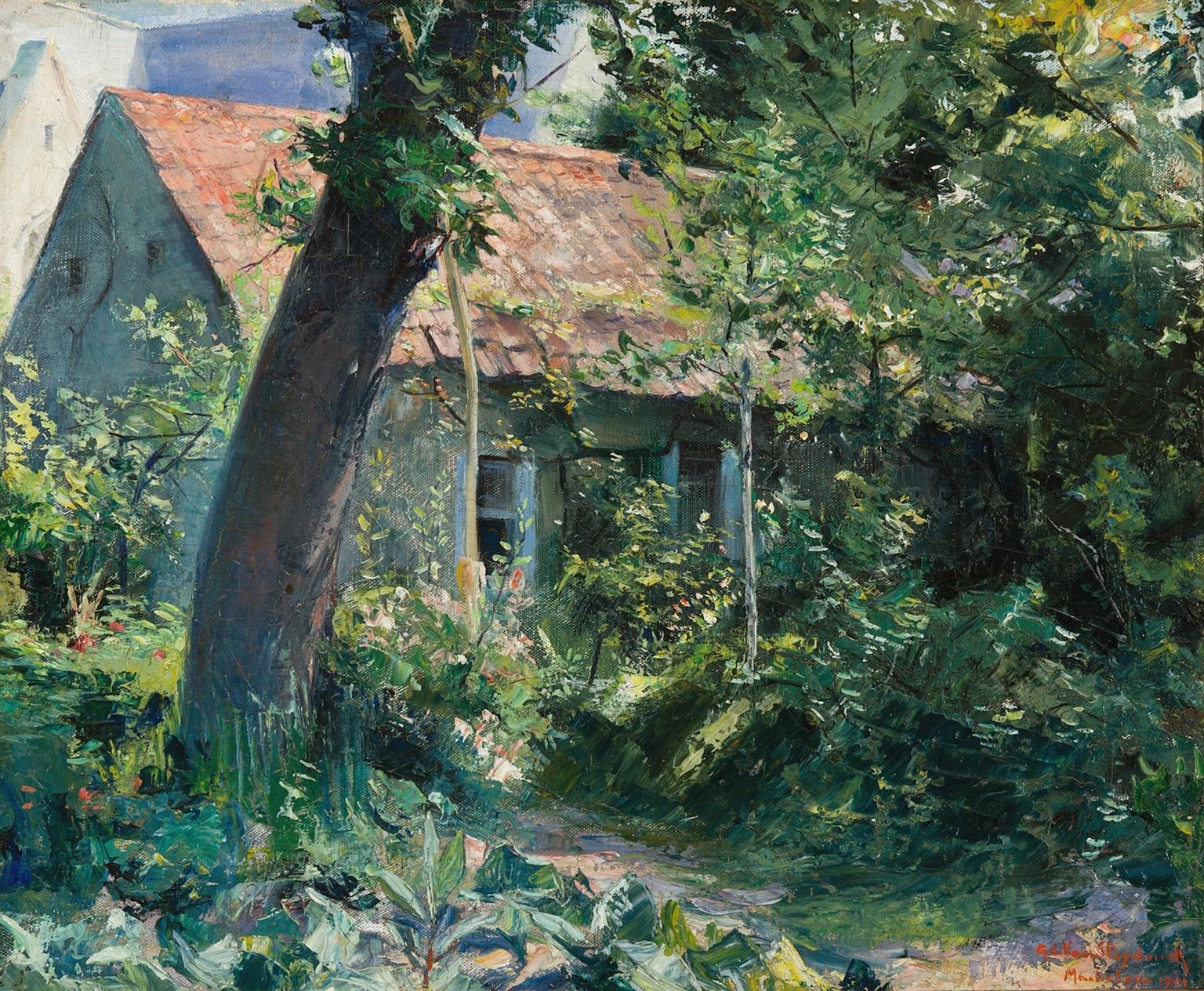
メヘレンの家 (c.1900)
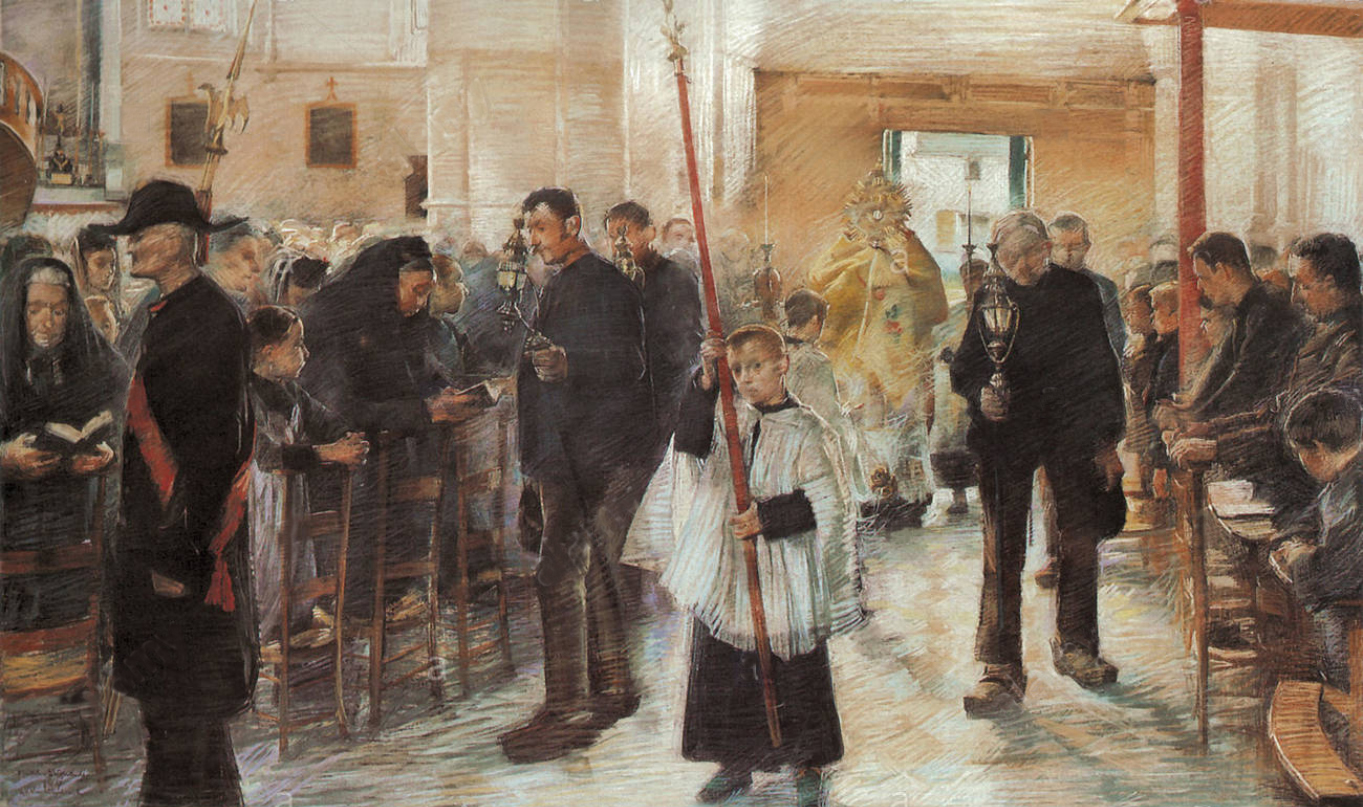
教会の葬列 (c.1900)

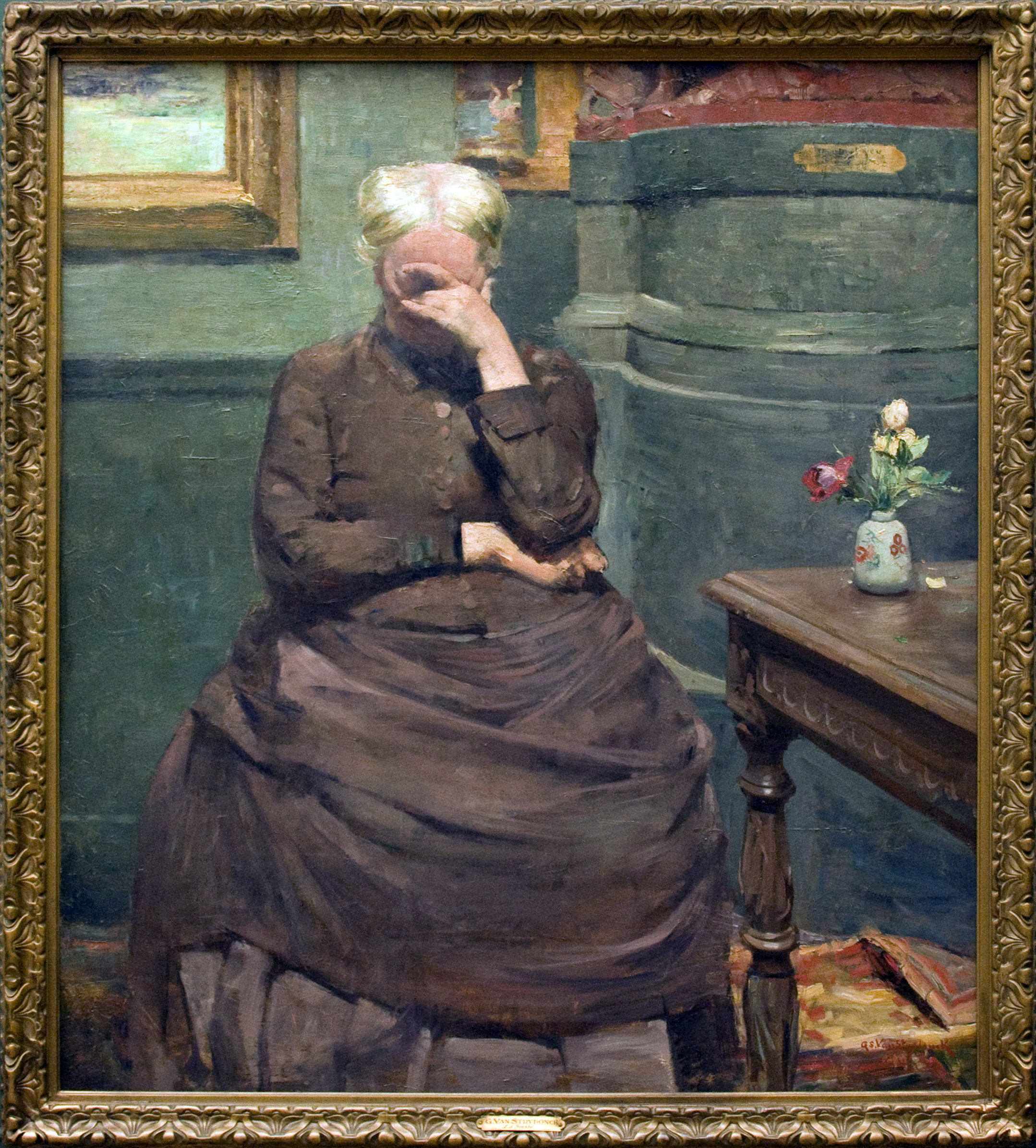
昼寝
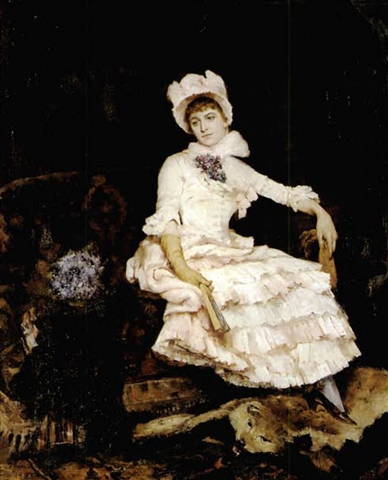
エレガントな女性 (1883)
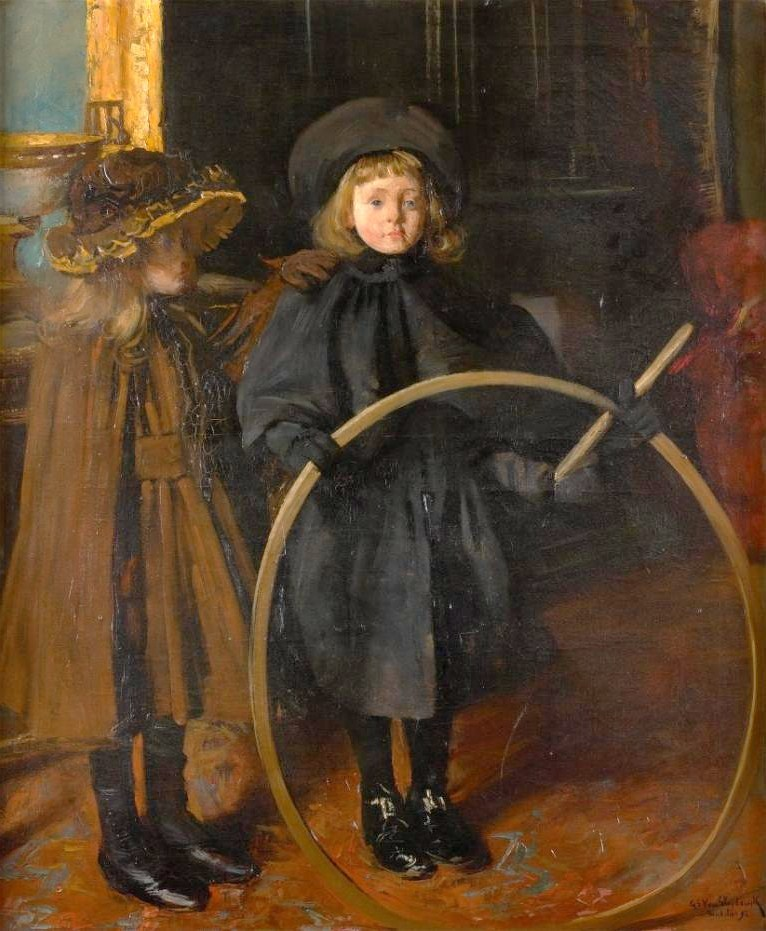
フープを持つ女の子 (1892)
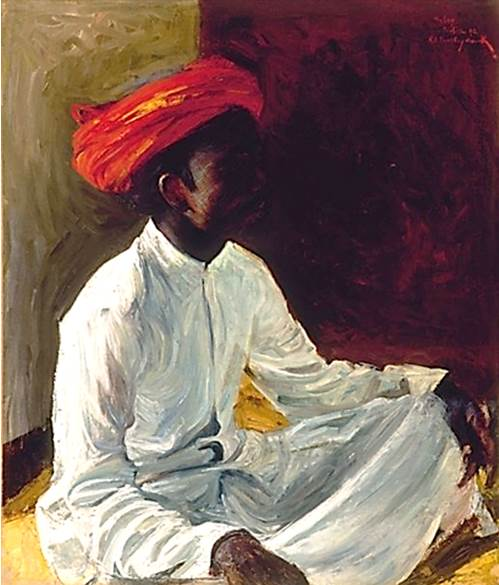
インドの少年 (1893)